# Congas (distrito)
O Distrito peruano de Congas é um dos onze distritos que formam a Província de Ocros, situada no Ancash, pertencente a Região Ancash, Peru.

## Transporte
O distrito de Congas não é servido pelo sistema de estradas terrestres do Peru.